# Frank Miller
Frank Miller (n. 27 ianuarie 1957, Olney⁠(d), comitatul Montgomery, Maryland, SUA) este un creator de benzi desenate american, cunoscut pentru romane grafice precum Ronin, Daredevil: Born Again, The Dark Knight Returns, Sin City și 300. A produs filmul 300.

## Legături externe
- Materiale media legate de Frank Miller la Wikimedia Commons
- Site web oficial
- Frank Miller la Comic Book DB
- Creațiile lui Frank Miller
- Frank Miller la Internet Movie Database
- Frank Miller
- Frank Miller pe Curlie